# Ryō Matsumura
Ryō Matsumura (jap. 松村 亮; * 15. Juni 1994 in Uji, Präfektur Kyōto) ist ein japanischer Fußballspieler.

## Karriere
Ryo Matsumura erlernte das Fußballspielen in Kōbe in der Jugendmannschaft des Erstligisten Vissel Kōbe. Hier unterschrieb er 2012 auch seinen ersten Vertrag. 2014 spielte er zweimal in der J.League U-22 Selection. Diese Mannschaft, die in der dritten Liga, der J3 League, spielte, setzte sich aus den besten Nachwuchsspielern der höherklassigen Vereine zusammen. Das Team wurde mit Blick auf die Olympischen Sommerspiele 2016 in Rio de Janeiro gegründet. Die Auswahl der Spieler erfolgte auf wöchentlicher Basis aus einem Pool, für den jeder Verein förderungswürdige Talente benennen konnte; die Zusammensetzung der Mannschaft variierte daher sehr stark von Spiel zu Spiel. 2015 lieh ihn der Zweitligist Tochigi SC aus Utsunomiya für eine Saison aus. Tokushima Vortis, ein Zweitligist aus Tokushima, lieh in 2017 aus. Nach Vertragsende in Kōbe unterschrieb er 2018 einen Vertrag beim Drittligisten AC Nagano Parceiro in Nagano. Nach einem Jahr ging er nach Thailand und schloss sich 2019 dem Zweitligisten Rayong FC aus Rayong an. Mit Rayong wurde er Ende 2019 Tabellendritter und stieg somit in die Erste Liga, der Thai League, auf. Nach dem Aufstieg verließ er Rayong und wechselte nach Chiangmai, wo er einen Vertrag beim Erstligaabsteiger Chiangmai FC unterschrieb. Hier stand er bis Saisonende 2020/21 unter Vertrag. Für Chiangmai absolvierte er 28 Zweitligaspiele und schoss dabei 15 Tore. Zur Saison 2021/22 wechselte er zum thailändischen Meister BG Pathum United FC.  Am 1. September 2021 gewann er mit seinem neuen Verein den Thailand Champions Cup. Das Spiel gegen den FA-Cup-Gewinner Chiangrai United im 700th Anniversary Stadium in Chiangmai gewann man mit 1:0. Hier schoss er das Siegtor in der 87. Minute. Zur Rückrunde 2021/22 wechselte er auf Leihbasis zum Ligakonkurrenten Police Tero FC. Für Police bestritt er zehn Erstligaspiele. Nach der Ausleihe kehrte er Ende Mai zu BG zurück. Am 1. August 2022 ging er nach Indonesien. Hier wurde er an den Erstligaaufsteiger Persis Solo ausgeliehen. Für den Verein bestritt er 28 Erstligaspiele, in denen er elf Tore erzielte. Nach der Ausleihe kehrte er nach Thailand zu BG zurück. Hier wurde sein Vertrag nicht verlängert. Im Juli 2023 nahm ihn der indonesische Erstligist Persija Jakarta aus Jakarta unter Vertrag.

## Erfolge
Vissel Kōbe
- Japanischer Zweitligavizemeister: 2013  ▲

BG Pathum United FC
- Thailändischer Supercup-Sieger: 2021